# Marko Kon
Marko Kon en serbe latin (en serbe cyrillique Марко Кон) (né le 20 avril 1972) est un chanteur serbe.

## Eurovision 2009
Il représentait la Serbie avec Milan Nikolić lors de la seconde demi-finale du Concours Eurovision de la chanson 2009 à Moscou, le 14 mai 2009, avec la chanson Ципела (Chaussure).